# Ireneo Janni
Ireneo Janni (Atri, 1946) è un pittore, scultore e architetto italiano.

## Biografia
Dopo aver conseguito la maturità al Liceo artistico di Pescara nel 1966, inizia a lavorare nello stesso anno per una vetreria artistica collaborando con diversi artisti, tra cui Tommaso Cascella con cui realizza le vetrate per la basilica di San Tommaso Apostolo di Ortona. Si laurea in architettura all'Università degli Studi "Gabriele d'Annunzio" di Pescara. 
Nei primi anni settanta vive a Milano, dove frequenta l'ambiente artistico dell'Accademia di Brera, esponendo a Milano e in altre città europee, e si trasferisce infine a Roma. Negli anni ottanta, oltre a partecipare a numerose esposizioni in Italia, in Europa e negli USA, realizza il monumento ai caduti della Resistenza in bronzo per la città di Atri dove nel 1986 effettua il restauro-ripristino dell'affresco di Giustino di Giacomo Armonia e melodia, dell'ottocentesco teatro comunale di Atri. Nel 1988 e nel 1997 illustra il Calendario storico dell'Arma dei Carabinieri e nel 1998 e 1999 il Calendario dei Vigili Urbani di Roma, le cui tavole originali sono conservate in Campidoglio. Nel 1993 cura con Giorgio Di Genova la direzione artistica del Primo Simposio Internazionale di Scultura di Atri a cui segue il Secondo Simposio Internazionale in pietra della Majella. Negli anni novanta espone in Italia e in Belgio e nel 1997 gli viene dedicata una personale dall'Università degli Studi "Gabriele d'Annunzio" di Pescara. È autore di alcuni monumenti in bronzo, tra cui nel 1998 il monumento ai caduti Soldato morente per la città di Pianella, nel 2000 il Monumento alla Solidarietà per la città di Silvi Marina, collocato a piazza Marconi, di cui progetta anche la sistemazione, nel 2001 il Monumento ai caduti di Sella Ciarelli. Nel 2002 cura il progetto di restauro della Chiesa di S. Agostino in Atri di cui realizza anche le vetrate artistiche. Nel 2006 e nel 2008 viene invitato a partecipare alla 4ª Biennale Internazionale di Grafica 2006- Terra e alla 5a Bienal internacionale d'art gràfic – Ignis, con esposizioni presso il Museo Michetti Mu.Mi., di Francavilla al Mare e la Biennale Internazionale d'arte di Pechino -BIAB. Negli anni 2000 gli vengono dedicate importanti mostre antologiche. Alcune sue opere sono state acquisite dal Museo d'arte dello Splendore-MAS di Giulianova, e dal Museo delle genti d'Abruzzo di Pescara.

## L'attività artistica

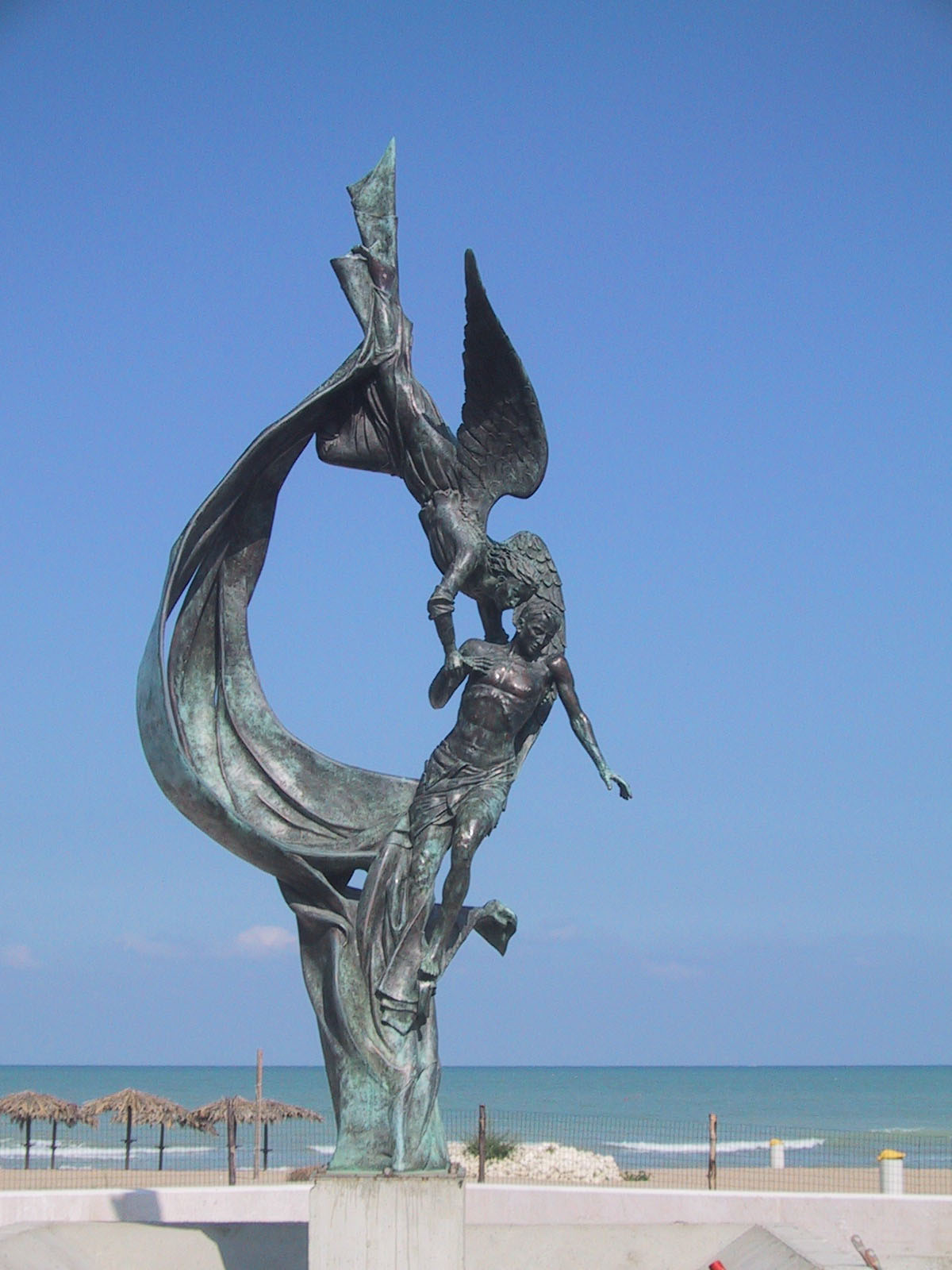
Monumento alla Solidarietà, a Silvi marina

Dopo una prima fase astrattista negli anni sessanta, vicina alla corrente dell'Arte informale e in seguito al Movimento arte concreta con richiami al costruttivismo, tra gli anni sessanta e settanta si dedica quasi esclusivamente alla pittura figurativa, in una ricerca ricca di riferimenti letterari, che risente, dapprima dell'esistenzialismo francese e della pittura di Francis Bacon, per poi abbracciare temi politici ed ecologici negli anni settanta. Le opere di questo periodo descrivono un'umanità che vive nelle pieghe dei conflitti della società capitalista, una realtà urbana degradata ed estraniante, in cui l'alienazione personale diventa metafora della condizione umana. Il tema politico si fonde con quello ecologico nelle grafiche che hanno per sfondo le periferie di Roma, le discariche, gli sfasciacarrozze, le strade della prostituzione, tema ripreso dall'artista in una serie di opere degli anni novanta. Dagli anni ottanta in poi al tema politico dell'alienazione subentra nella serie delle Situazioni teatrali quello dell'uomo come personaggio, in una «poetica dell'incomunicabilità tra il sé e il sé …che richiama alla drammaturgia di Eugène Ionesco e Samuel Beckett». Dagli anni novanta in poi la sua pittura è caratterizzata dalla ricerca di un nuovo classicismo, che si attua attraverso il rigore geometrico della composizione del quadro, in cui agli elementi figurativi si contrappongono dialetticamente sfondi materici, ed elementi architettonici classici o moderni «stilizzati dal rigore razionalista» creando un equilibrio incentrato sulle «asimmetrie prospettiche delle masse fisiche tridimensionali, armonicamente distribuite nello spazio bidimensionale della superficie». La ricerca pittorica è sempre stata accompagnata dall'attività di architetto, di scultore, con la realizzazione di grandi opere in bronzo come il Monumento alla Solidarietà per la città di Silvi Marina, e da un'intensa attività grafica, con un'estesa produzione di incisioni ad Acquaforte, tanto da essere definito «artista neorinascimentale».

## La critica
La sua poetica è stata così descritta dal critico Franco Simongini: 
(Franco Simongini, Presentazione-Testimonianze, Edizioni Rotary International, 1993)

## Mostre
Mostre personali:
- Galleria Treves, Milano, 1970
- Galleria Burdeke, Zurigo, 1972
- Galerie Le Belvedere, Parigi, 1974
- Galleria Remo Croce, Roma, 1975
- Galleria Pinacoteca, Roma, 1980
- Palazzetto dell'Arte, Foggia, 1990
- Art Gallery Jaques Mesmin, Bruxelles, 1991
- Gallerie Azur, Spa, Belgio, 2000

Partecipazione a premi e collettive:
- II Biennale d'Arte Contemporanea, Roma 1969
- XXIV Rassegna G.B. Salvi, Piccola Europa, Sassoferrato 1974[11]
- Premio Mazzacurati, 5ª edizione, Casa della Cultura di Teramo, agosto 1974[12]
- 20th Century Art from Italy, Graziani Rizzoli, New York, 1981
- 4ª Biennale Internazionale di Grafica 2006. Terra, a cura di Antonio Grimaldi e Joan-Lluìs de Yebra, Mu.Mi., Museo Michetti di Francavilla al Mare, 2006
- 5a Bienal internacionale d'art gràfic – Ignis, a cura di Antonio Grimaldi e Joan-Lluìs de Yebra, 21 giugno-13 luglio 2008 al Pavellò Firal de Sant Carles de la Rapita-Spagna; dall'8 luglio a settembre 2008 presso la BIAB - The Bejing International Art Biennale-Cina; 18 ottobre-11 gennaio 2008 al Museo Michetti di Francavilla al Mare

Tra le recenti mostre antologiche si ricordano:
- Ireneo Janni. Mostra antologica di pittura, Ex Tempio S. Croce, Tuscania, maggio 2004 (con il patrocinio del Comune di Tuscania e della Regione Lazio)
- Ireneo Janni, Museo d'arte dello Splendore-MAS, Giulianova, giugno 2008 (a cura di Marialuisa De Santis)
- Ireneo Janni, mostra antologica1971-2011, Sala Carino Gambacorta BCC Teramo, novembre-dicembre 2011, (a cura di Vincenzo Centorame)
- L'opera di Ireneo Janni dal 1962 al 2012, Scuderie del Palazzo Ducale di Atri, agosto 2012 (a cura di Vincenzo Centorame)
- Ireneo Janni, Museo delle genti d'Abruzzo, Spazio Arte, Pescara, gennaio-febbraio 2013 (a cura di Vincenzo Centorame e Giovanni Benedicenti)
- Una figurazione in divenire, mostra antologica 1964-2014, Palazzo dei Capitani del Popolo, Ascoli Piceno, ottobre 2014 (a cura di Antonio Gasbarrini)

## Galleria d'immagini

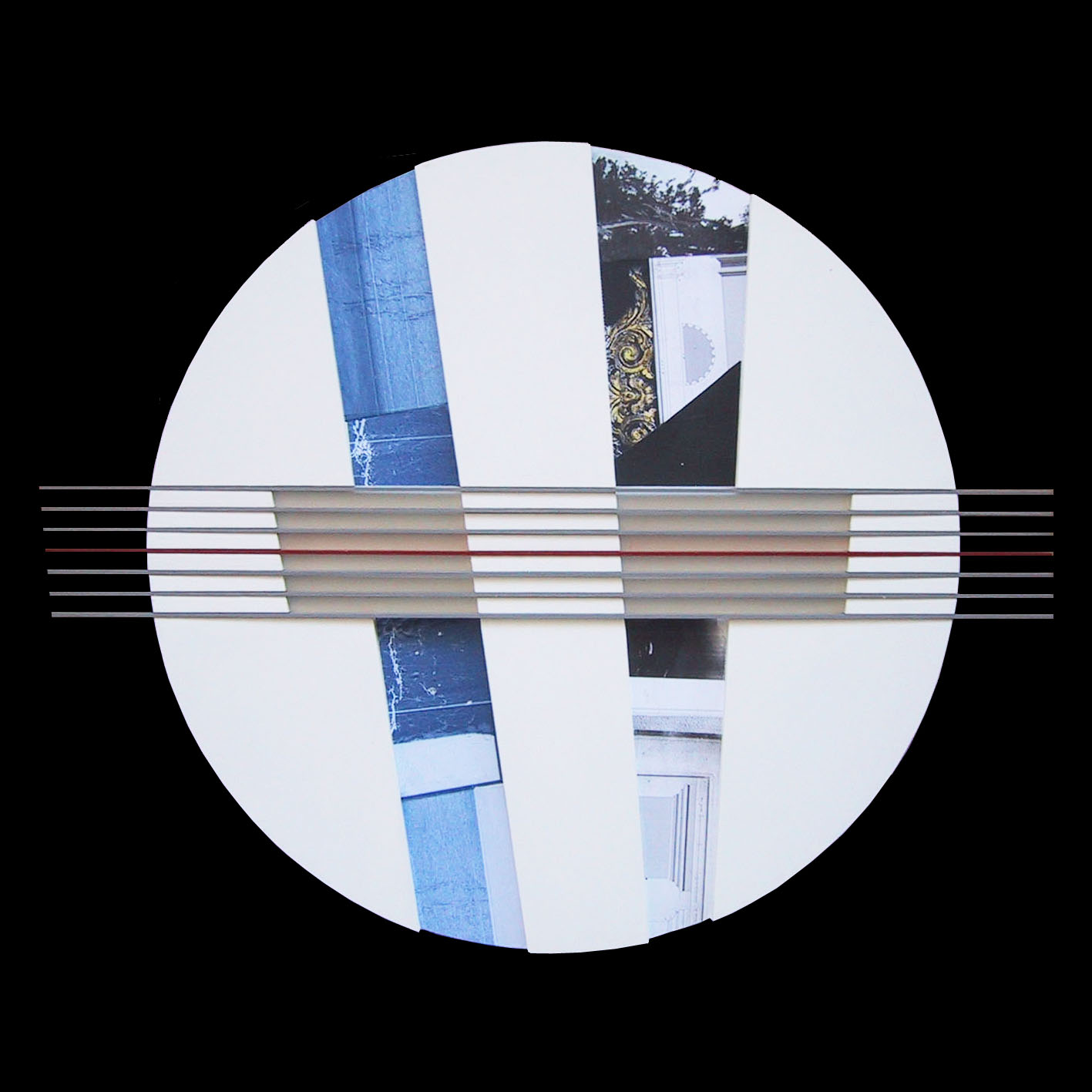
Composizione, collage su tavola, 1964, cm 100
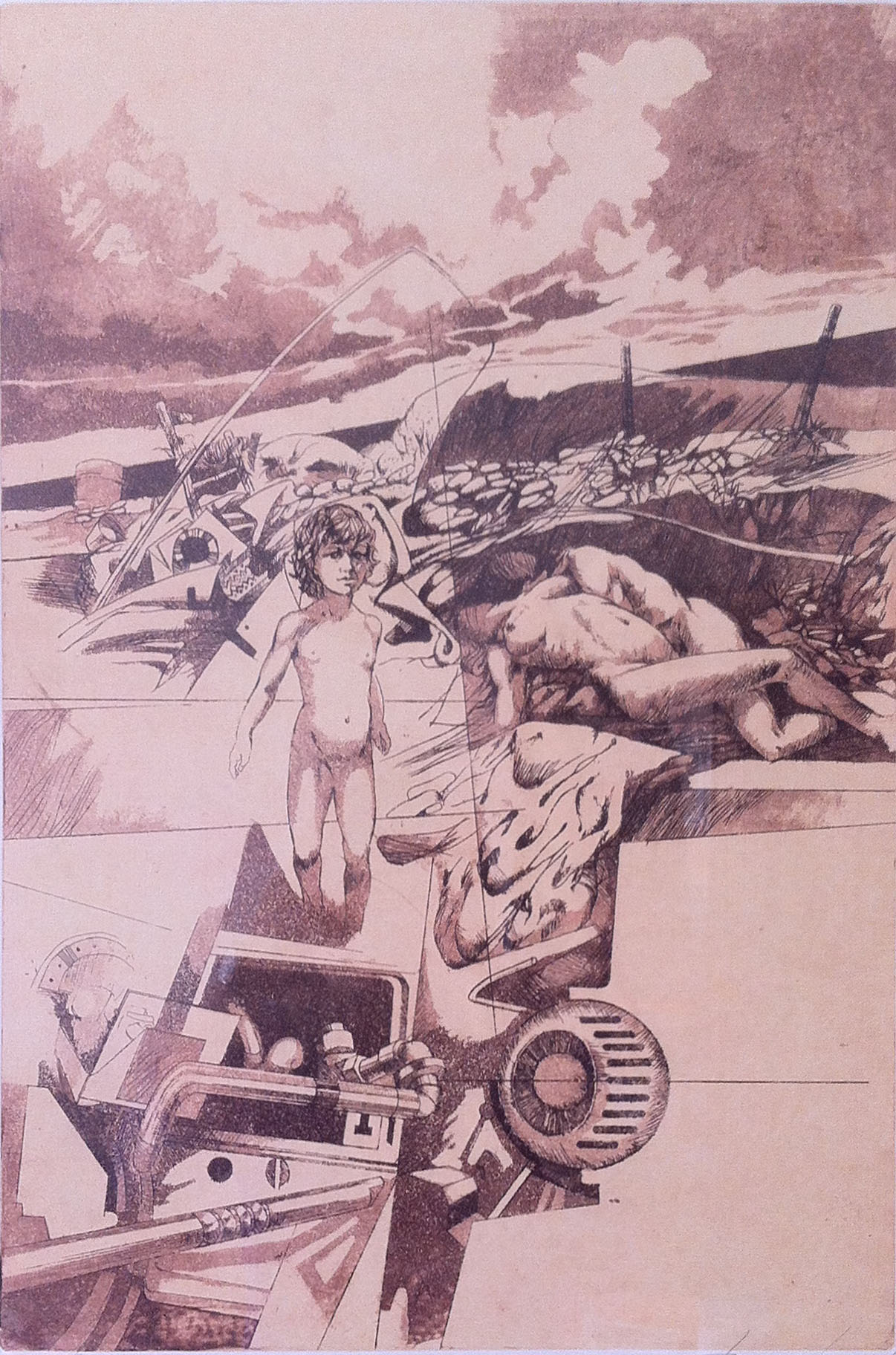
Periferia, incisione ad acquaforte con acquetinte, 1977
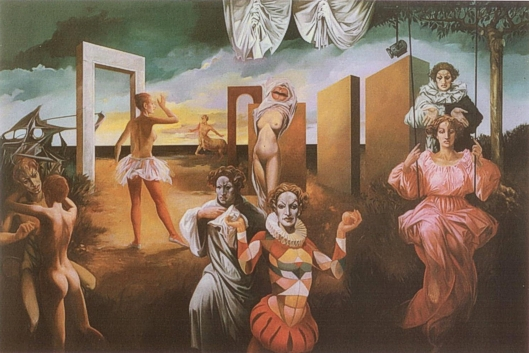
Situazione teatrale, olio su tela, 1980-90, cm 200x300
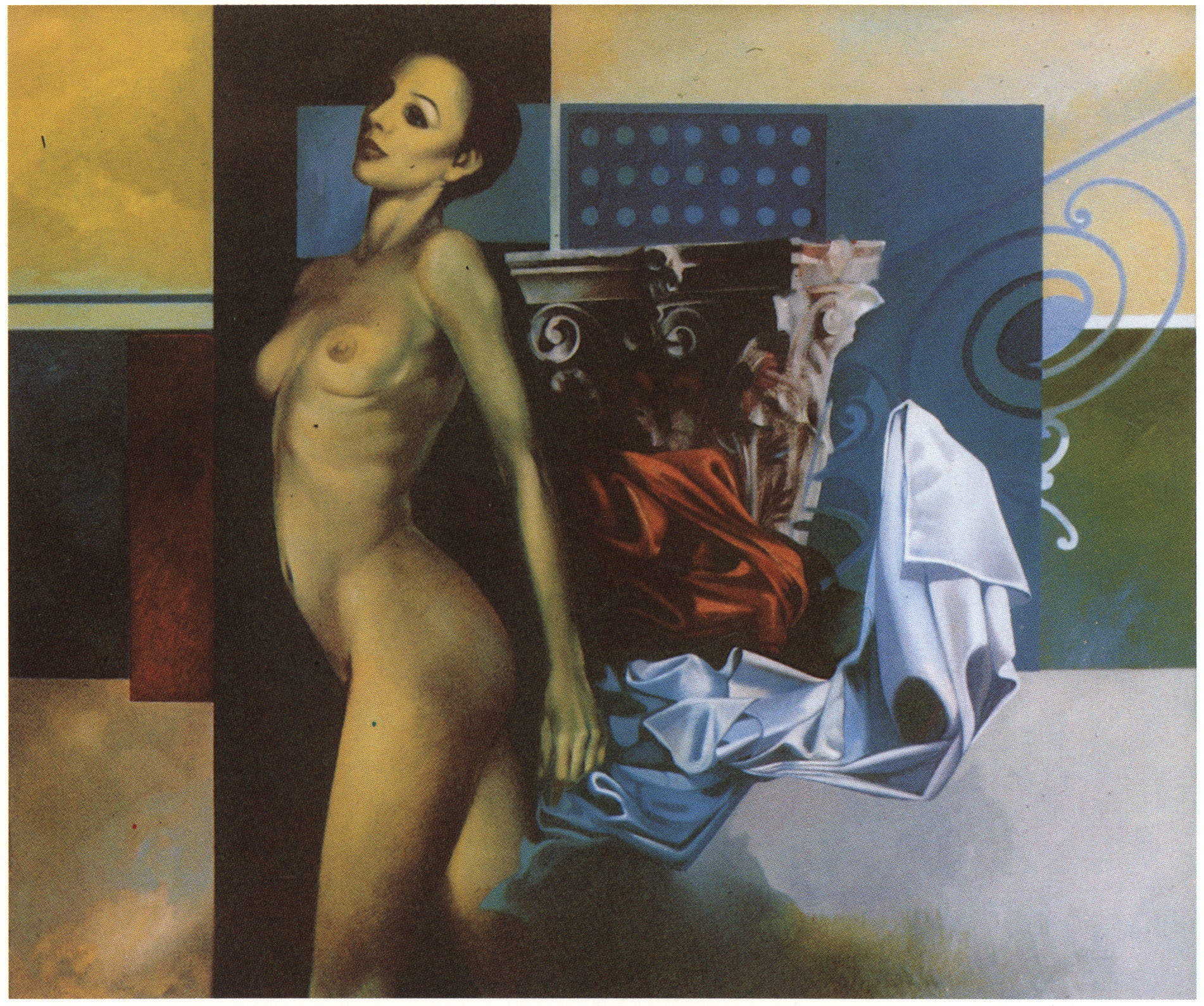
Analogie, 1977, olio su tela, cm 100x120
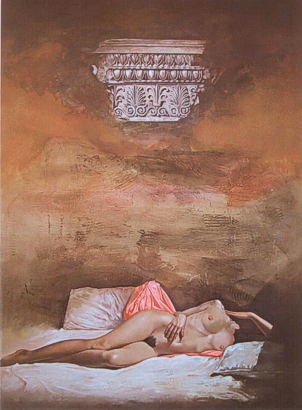
Il fregio, 1994, olio su tela cm 200x140